# Troglohyphantes brevipes
Troglohyphantes brevipes là một loài nhện trong họ Linyphiidae.
Loài này thuộc chi Troglohyphantes. Troglohyphantes brevipes được Christa L. Deeleman-Reinhold miêu tả năm 1978.